# 紅炎のソレンティア
『紅炎のソレンティア』（こうえんのソレンティア）は、株式会社サーファーズパラダイスが管理・運営していたゲーム融合型SNS(SNG:ソーシャルネットワーキングゲーム)である。

## 概要
SNSとしての機能のほか、「魔法使いの学園」を舞台とした設定、ストーリーが付随しているのが特徴。ユーザーは学園の生徒となりきったキャラクターを作成し、育成や他ユーザーとのコミュニケーションなどを行う。キャラ育成の際、特定条件をクリアするとプレミアム会員にのみADVが発生する。その他ゲーム内ではアバターアイテムや、部屋を飾るルームアイテムの販売のほか、小説などのコンテンツを販売している。登録、SNS基本システムの利用は無料。アバターアイテムやルームアイテム、コンテンツ購入や便利サービスの利用（プレミアム会員の加入）に課金が発生する。
2007年8月10日βテスト稼働、2007年11月26日SI版稼働、2008年4月3日よりSII版稼働。
2008年12月ドラマCD第一弾『紅炎のソレンティア 〜白銀のティアラ』発売。
2010年9月ドラマCD第二弾『紅炎のソレンティア 〜追憶のカケラ〜』発売。
2015年4月30日に全てのサービスが終了。

## 執筆スタッフ
- メインキャラクターデザイン、メイングラフィック：あづみ冬留
- キャラクターデザイン：ひだかなみ・白蛇丸・IO
- ADVキャライラスト：岩槻渉
- コミック制作：スミノヒルネ
- 小説挿絵：清瀬のどか・黒邑モト・青空あおい
- 背景制作：おろピ・画星陽
- 本編小説執筆：宙地
- 外伝小説執筆：郁雄/吉武・兵頭一歩・エイひと
- ドラマCD脚本：嶋田純子

## 世界観
ユーザーが集う魔法使いの学園・ソレンティアは、世界のどこかにあるとされる塔「アイン・ソフ・アウル」の内部に存在する。この塔は「人間界」「獣人界」「妖精界」「機精界」の四つの異世界に繋がっており、各世界から魔法使いの資質を認められた12 - 26歳の若者が招待され、入学を許される。
人間界
人間が支配する世界。
魔法が社会に及ぼす影響力はさほど大きくないとされる。
職業の一部に魔法を利用する「魔法使い」という存在は社会に受け入れられているが、余りに強大すぎる力は嫌われる。
過去には「魔女狩り」に当たるような迫害の歴史もあった。それらの歴史を受け、魔法使いたちは自身の能力を隠してはいないものの、それを大々的にひけらかすような事もせず、基本的には一般の人々と変わるところのない生活を送っている。
獣人界
獣人（セリアン）と呼ばれる者たちが支配する世界。
複数の種族が激しい縄張り争いを繰り広げており、国同士の争いは絶えない。ただし、国全体が常に戦火に塗れているわけではなく、比較的平和な地域・戦闘の激しい地域など様々である。
この世界における魔法使いの存在は、以下の二種類に大別される。1つ目は、「シャーマン」的な存在の魔法使い。部族長や王の傍に仕え、予言や神託などを授ける。2つ目は、「戦士」としての魔法使い。特に、戦闘系・攻撃系の魔法を使いこなす獣人は、社会の中で「英雄」的な扱いを受けることが多い。
妖精界
エルフ、ダークエルフ、ドワーフ、トロールなどが支配する世界。
文明レベルは人間界とほぼ同等だが、社会構造や生活習慣などに関しては独自の文化を持つ。
1000年ほど昔、エルフの国・アルヘイムとダークエルフの国・アルカウムの間で戦争が起こり、双方共に大きな犠牲が生じた歴史がある。その事を教訓として二つの種族は同盟を結び、現在は安定した世界を築いている。しかしここ数十年は、再び両国の間に不穏な気配が漂いつつある。
4つの世界の中で、最も魔法という存在が社会に溶け込んだ世界である。魔法使いの数も多い（もともと、適性を持つものが多い）。
魔法の力と最新のテクノロジーの融合に関する研究も進んでおり、魔法は社会の基盤を支える動力源としていたるところで活用されている。
機精界
魔法力によって偽りの命を宿した精霊たちの世界。
魔法テクノロジーは、4つの世界で最も進んでいる。
数百年前までは異種族の支配下にあったが、知能を得た機精人（ヴェーダ）たちが独自の発展を遂げ、今は機精人が支配する世界となっている。
社会的なヒエラルキーがはっきりと分かれており、上位のヴェーダが下位のヴェーダを奴隷のように酷使している。
機精人たちの望みは、他の三つの種族のように「命」と呼べるものを手に入れること。つまり命の創造である。魔法力とテクノロジーを利用した禁断の研究を進めていると言われている。

## メイン登場キャラクター
サイト内のショップでは公式小説が販売されており、それを読むことで詳細な世界観を知ることが出来る。小説に登場するメインキャラクターたちは、あづみ冬留によるメインビジュアルにも描かれ、作品の顔ともなっている。またSNS内のキャラクターとしても実際に存在し、ユーザーは掲示板で彼らと話したり、メッセージをやり取りすることも出来る。
※キャストはドラマCD及び配信アプリより。
ヒカル・ストレイス
声：斎賀みつき
17歳の誕生日の夜、ソレンティアからの招待状を受け取る。魔法使いだった母親が事故で呆気なく死んでしまった過去から、魔法というものに対しては懐疑的。サッカーが得意で、将来はプロのサッカー選手になるのが夢。
レイ・ノガレ
声：柿原徹也
エルフの父親と人間の母親の間に生まれる。12歳の時ソレンティアからの招待状が届き、学園への入学を決めた。無口で無愛想なクールビューティ。人付き合いも悪いが、実はそう冷たい性格というわけでもない。
キヅク・ナナハラ
声：石田彰
ヒカルやレイが所属する寮・ゲブラーの寮長。飄々としたつかみにくい人物だが、ファニーフェイスと人好きのする笑顔のため人望はそれなりにある。きのこと研究をこよなく愛する変人。SNS内でもきのこに関する発言が多い。
スタン・バイラー
声：小西克幸
狼の獣人。ゲブラーの副寮長であり、キヅクとは親友同士。容姿端麗、成績優秀、おまけにスポーツ万能。しかし面倒見がよく世話焼きな性格のため、余計な荷物を背負わされることも多い苦労人。
アレシア・リッケンバッカー
声：江口菜子
犬の獣人。勝気でワガママな少女。空飛ぶペンギン・ペペを召喚獣として持つが、制御しきれずしょっちゅう暴走させては周囲に多大な迷惑をかける問題児。
リズ・レアード
ソレンティア本部事務組織学生課付。
学生課の窓口にいる、みつあみおさげのロリータ風サイボーグ少女。典型的な役所人間タイプを100倍ほど濃縮した性格。仕事はてきぱきとこなすが、サイボーグらしくいまいち融通は利かない。
業務を離れれば、ほとんどの時間を読書に費やしている。本が面白いから読んでいる、というわけではなく、頭の中のデータベースに情報を詰め込んでいる、という感じ。

## サブキャラクター
小説やドラマCDおよびゲーム内に登場するサブキャラクター。サブキャラクターは作品内を盛り上げ、世界観を作り上げる重要なキーパーソンとなっている。サブキャラクターの一部には実際にSNS内キャラクターとして存在し、イベントや各グループなどではやりとりを行う事ができる者もいる。
ライナー・バストン
声：成田剣/岡本未来
学園の生徒会長として、学園の運営に携わっているエルフの青年。
飄々としたノリや軽口から軽い印象を与えるが、ソレンティアにおける過去の歴代記録をいくつも塗り替えてきた人物。非常に真面目で大人しい性格であると自称するが、同時にエンターテイナーであるとも称し、先輩から後輩まで気さくに話しかけ、自身のペースに巻き込んでゆく行動派。
ヤスカ・イグローク
声：齋藤ヤスカ
常に「ウサちゃん」と名付けたぬいぐるみを携えている機精界出身のフォウス・ヴェーダ（人造人間）。性格は非常に気さくで高い知能と魔力を持つものの、突拍子もない言動やぬいぐるみ好きという趣味のせいで周囲からは変わり者として扱われている。
セシル・ブレイン
キヅクと同じゼミに所属する。たおやかな外見と物腰の柔らかな話し方、そしてちょっぴり腹黒い一面を持つ。
校史編纂委員会・委員長。治癒幻惑魔法科幻惑魔法コース在籍。
クェイル・ガーランド
治癒幻惑魔法科助教授でケセド寮監督官。
小柄で幼く見える養子とは裏腹に、4人の寮監助教授の中では最も年長者。右手に「バトラコス」という名のカエルのパペットを付けており、よく頑固で口煩い本人をフォローするような事をしゃべっている。
レジリア・ルウェル
総合魔法科助教授でゲブラー寮監督官。
23歳の時に助手から助教授へ昇格したばかりの新米助教授。寮監としては最も騒動の多いゲブラー寮を受け持ち、授業では問題児アレシアを抱える悩みの尽きない苦労性。
クレーエ・ハンスヴルスト
魔法史研究科助教授でティファレト寮監督官。
独自の美意識の中に生きる唯美主義者で、蟲フェチと言えるほどの蟲好き。いつも目深に帽子を被り、フォウス特有の痣を隠しているため、素顔を知っている人物は極僅か。
ヴォルク・ジェダイト
戦闘魔法科助教授でネツァク寮監督官。
かなりの鬼畜な性格の持ち主で、何かにつけて気に入った人物を苛めたりからかったりと、ショウ・ワンタイとは対照的な印象を与える人物。助教授としての経歴は浅いものの、話し上手な性質と教室外での授業を頻繁に行うため、体育会系の生徒からは好かれているらしい。
ショウ・ワンタイ
明るく裏表のない性格で、生徒たちに好かれている戦闘魔法科攻撃魔法コース講師。
「ビクトリーウィング」というサッカークラブの顧問をしているが、現在、ソレンティア内に複数あるサッカークラブ内で断然最下位の連敗記録を更新中である。
ルース・オルセン
魔法史研究科卒業。ショウとは、同じゲブラーの寮生だった。ソレンティアを卒業後は、ダークエルフの国・アルカウムに戻り、政府機関の仕事に就いている。
ベレニス・マンダール
ソレンティア総長室統括本部秘書室ならびに本部事務組織管理課付。ラズルの直属の部下のようなポジションにある女性。
ソウ・キリュウ
学園の理事長。何事にも、落ち着いた大人の物腰で接する。普段はあまり生徒の前に姿を見せないが、行事や集会の際には秘書を伴って顔を出す事もある。
ラズル
ソレンティア総長室統括本部秘書室ならびに本部事務組織管理課付。人前ではほとんど表情を変えることなく、いつも理事長の傍に影のように付き従っている。
チーロ
てんとう虫の姿をした妖精の一種。
ソレンティアに入学する生徒たちを、学園まで案内することを役割としている。人間にすると、30代ぐらいの精神年齢。少々強引で、慇懃無礼なところのある性格。